# Трой Тауншип (округ Кроуфорд, Пенсільванія)
Трой Тауншип (англ. Troy Township) — селище (англ. township) в США, в окрузі Кроуфорд штату Пенсільванія. Населення — 1054 особи (2020).

## Демографія
Згідно з переписом 2010 року, у селищі мешкало 1235 осіб у 449 домогосподарствах у складі 348 родин. Було 579 помешкань
Расовий склад населення:
| - 97,8 % — білих - 0,4 % — корінних американців - 0,2 % — чорних або афроамериканців - 0,1 % — азіатів |

До двох чи більше рас належало 1,1 %. Частка іспаномовних становила 0,5 % від усіх жителів.
За віковим діапазоном населення розподілялося таким чином: 26,5 % — особи молодші 18 років, 59,7 % — особи у віці 18—64 років, 13,8 % — особи у віці 65 років та старші. Медіана віку мешканця становила 40,7 року. На 100 осіб жіночої статі у селищі припадало 102,1 чоловіків;  на 100 жінок у віці від 18 років та старших — 98,3 чоловіків також старших 18 років.
Середній дохід на одне домашнє господарство  становив 49 315 доларів США (медіана — 46 964), а середній дохід на одну сім'ю — 54 012 долари (медіана — 48 906). Медіана доходів становила 41 000 доларів для чоловіків та 27 708 доларів для жінок. За межею бідності перебувало 10,7 % осіб, у тому числі 9,4 % дітей у віці до 18 років та 16,0 % осіб у віці 65 років та старших.
Цивільне працевлаштоване населення становило 472 особи. Основні галузі зайнятості: освіта, охорона здоров'я та соціальна допомога — 19,3 %, виробництво — 18,0 %, роздрібна торгівля — 15,7 %.